# Gavia brodkorbi
Gavia brodkorbi je prapovijesna vrsta ptice iz reda plijenora. Živjela je u kasnom miocenu. Nađena je u okrugu Orange u Kaliforniji. Poznata je prema fosiliziranoj cijeloj lakatnoj kosti. Malo je veća od vrste Gavia egeriana, ali je manja nego Gavia howardae.